# Cot Amun
Cot Amun is een bestuurslaag in het regentschap Aceh Barat van de provincie Atjeh, Indonesië. Cot Amun telt 271 inwoners (volkstelling 2010).